# 中山區 (臺北市)
25°03′52″N 121°32′00″E / 25.0643611°N 121.533468°E
中山區位於臺灣臺北市中部，係因紀念孫中山曾投宿於梅屋敷（今國父史蹟館）而得名。全區工商業發展興盛，並以金融及保險業與支援服務業較具代表。
貫穿境內的中山北路最早前身是日治時期的敕使街道，沿線設有圓山公園、圓山運動場（後改為中山足球場，今爭豔館）等重要設施，進入二戰後時期則因駐臺軍事援助顧問團的成立，使其轉而融合美國文化。外圍被中山北路、南京東路、新生北路與市民大道環繞的區域在日治時期屬大正町，具有特殊的條通文化。

## 歷史
1740年（清乾隆五年），现今中山区的范围属于淡水海防廳淡水保，包含大佳臘庄、八芝蓮林庄等村庄。 到乾隆二十五年时，涵盖范围进一步扩大，包括了周厝崙庄、中崙庄、下埤頭庄、上埤頭庄、新庄仔庄、八芝蘭林庄等更多村落。 嘉慶年間，这些区域改隶属于淡水廳大加蠟堡及芝蘭一堡。  同治年間，该区域被细分为大加蠟堡的三板橋庄、上陂頭庄、新庄仔庄以及芝蘭堡的劍潭庄。  到了1879年，清政府对行政区域进行调整，现中山区范围属臺北府淡水縣，涵盖了大加蠟堡的三板橋庄、牛埔庄、番子埔庄、上陂頭庄、下埤頭庄、朱厝崙庄、中崙庄以及芝蘭一堡的大直庄。 
1895年，日治初期，原先的臺北府被改设为臺北縣。 1901年，臺北縣被裁撤，相关的区域改隶臺北廳。 1909年，现中山区范围被划分为四个区域：台北廳直轄的古亭村區（包含三板橋北端）、大稻埕區（包含大稻埕東南端）、大龍峒區（包含大部分区域）以及臺北廳士林支廳士林區（包含大直庄）。1920年，臺北州臺北市设立，原先的庄被改制为大字，位于现中山区范围内的包括三板橋北端、大稻埕東南端、牛埔、山子腳、大直、新庄子、中庄子、下埤頭、朱厝崙以及上埤頭。1922年，日本政府实施町名改正，将市区的大字拆分并改制为町，位于现中山区范围内的包括大正町、三橋町、御成町、宮前町、圓山町、大宮町、大直、西新庄子、中庄子、下埤頭、朱厝崙、上埤頭。
1945年，中华民国政府接管台湾，设立了省轄臺北市，下辖61區，位于现中山区范围内的包括大正區、御成區、宮前區、大宮區、下埤頭區以及中園區。 1946年，上述6區的町和大字合并，组成了中山区。1990年，台北市进行了又一次行政区域重划，中崙西南角被划入中山区；大直（劍潭）西端则被划入士林區；下埤頭東半部则被划入松山區。

## 地理

### 位置
北接士林區，東鄰松山區、內湖區，西為大同區，南接大安區與中正區。
- 北界：基隆河圓山段、中山北路四段東側人行道邊緣、圓山飯店後山、劍潭山、劍南路文間山（鄰接士林區）
- 西界：捷運淡水線用地東側（台北車站至圓山站北端基隆河，鄰接大同區）
- 南界：市民大道一至三段（台北車站至新生北路，鄰接中正區。新生北路至復興南路口，鄰接大安區）北側
- 東界：復興南北路／捷運文湖線、松山機場西部邊緣、濱江街、基隆河七號水門、基隆河、內湖港墘路口（鄰接松山區）、堤頂大道二段、內湖路一段、劍南路（鄰接內湖區）

### 人口
根據臺北市中山區戶政事務所及內政部戶政司統計，2024年底中山區戶數計有101,946戶，人口計有215,245人，其中男性人數98,555人，女性人數116,690人，性別比約為84.46，是全國人口性別比最低的三級行政區；每戶人口數約2.11人，是臺北市戶人口量最低的行政區。區內人口最多與最少的里分別是永安里與大佳里，2024年底兩里人口分別為9,347人與808人，其中大佳里也是臺北市人口最少的里。

## 政治

### 區政組織
中山區行政中心是臺北市政府在中山區的派出機關，在中華民國政府架構中為市政府綜理區政的執行機關，上級業務監督機關為臺北市政府。區長由市長任命，其任期為無任期保障。在區長、副區長及主任秘書之下，設有5課4室等9個內部單位。

### 行政區

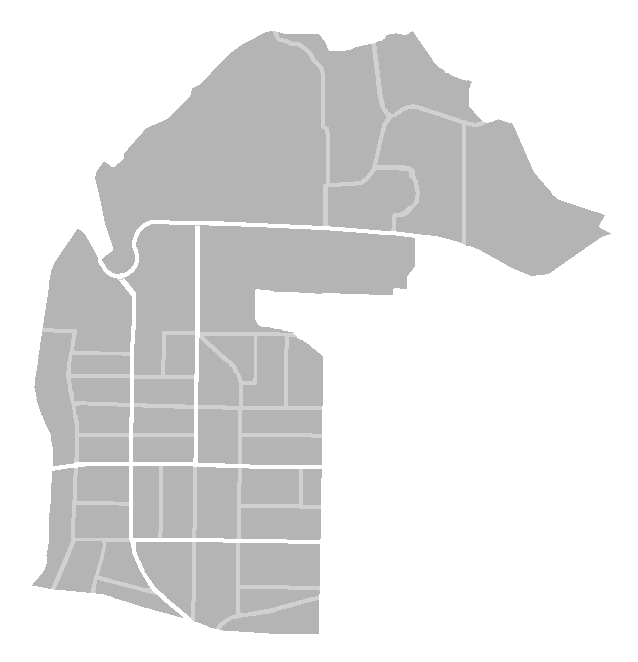
臺北市中山區次分區位置圖：大直次分區（上）、圓山次分區（左中）、新庄次分區（正中）、下埤頭次分區（右中）、林森次分區（左下）、長春次分區（右下二）、朱厝崙次分區（右下）。

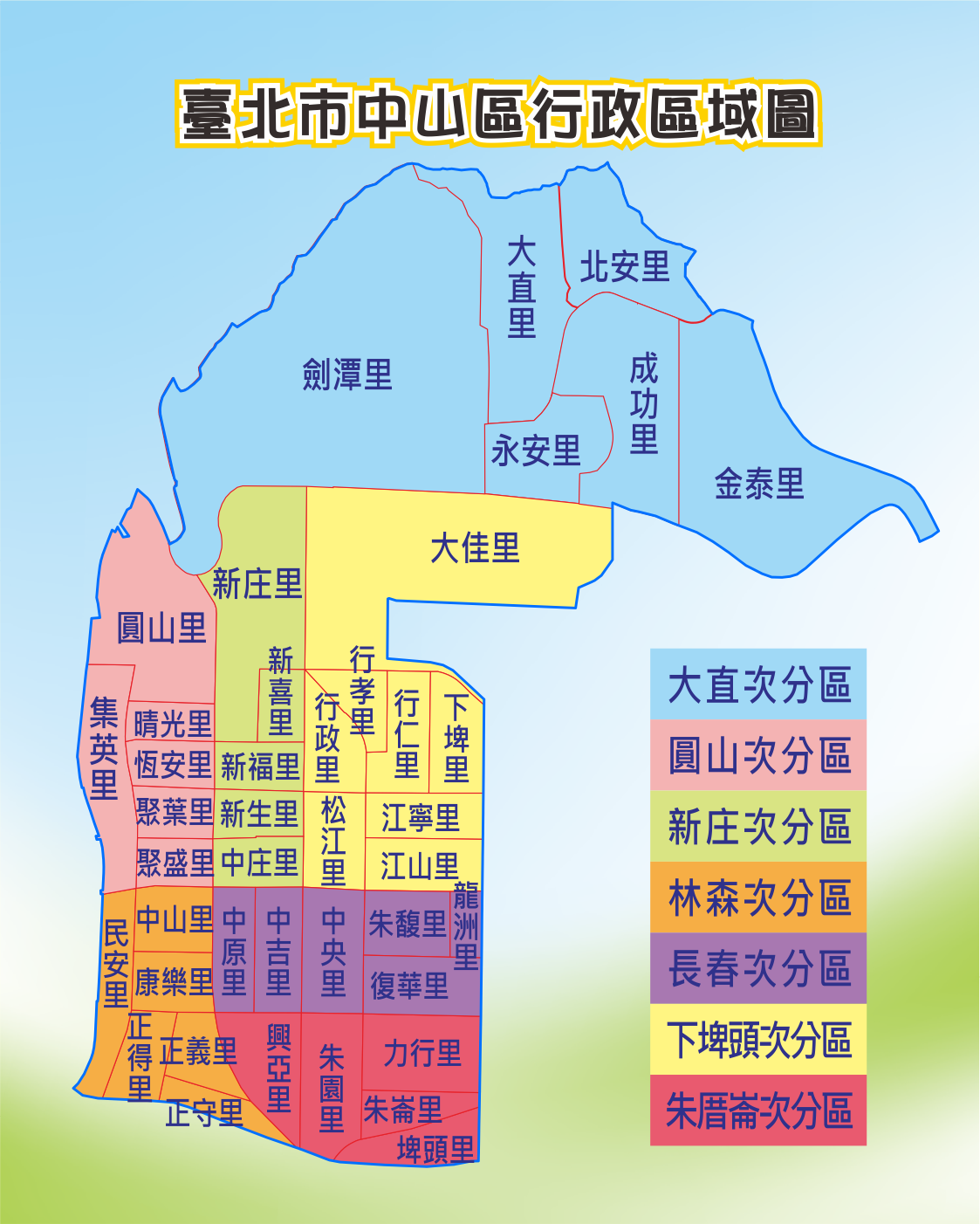
中山區行政區劃

中山區共轄42個里，其行政區域分布情形為：
| 次分區   | 里名   | 里名   | 里名   | 里名   | 里名   | 里名   | 里名   | 里名   |
| -------- | ------ | ------ | ------ | ------ | ------ | ------ | ------ | ------ |
| 大直區   | 劍潭   | 大直里 | 成功里 | 永安里 | 北安里 | 金泰里 |        |        |
| 圓山區   | 聚盛里 | 聚葉里 | 集英里 | 恆安里 | 圓山里 | 晴光里 |        |        |
| 新區     | 新     | 新生里 | 新福里 | 新喜里 | 中     |        |        |        |
| 下埤頭區 | 大佳里 | 松江里 | 行政里 | 行仁里 | 行孝里 | 下埤里 | 江寧里 | 江山里 |
| 林森區   | 正守里 | 正義里 | 正得里 | 民安里 | 康樂里 | 中山里 |        |        |
| 長春區   | 中吉里 | 中原里 | 中央里 | 龍洲里 | 朱馥里 | 復華里 |        |        |
| 朱厝崙區 | 興亞里 | 朱園里 | 埤頭里 | 朱崙里 | 力行里 |        |        |        |

## 政黨團體
- 中國國民黨中央黨部：總部位於臺北市中山區八德路二段
- 親民黨總部：位於臺北市中山區松江路

## 教育

### 大專院校
- 國立臺北大學（民生校區、建國校區）
- 實踐大學
- 大同大學

### 高級中等學校

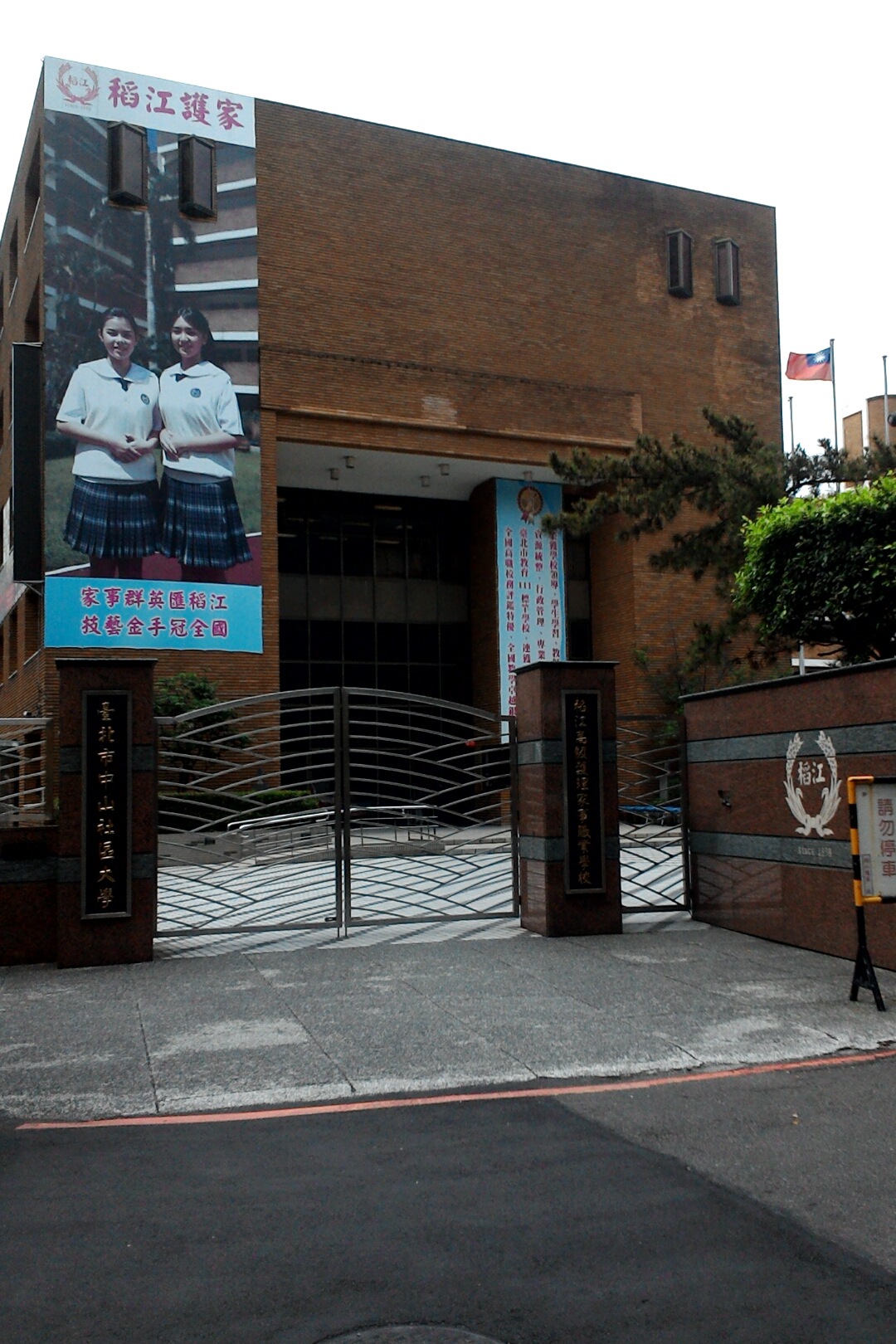
稻江護家。

- 臺北市立中山女子高級中學
- 臺北市私立大同高級中學
- 臺北市立大同高級中學
- 臺北市立大直高級中學
- 臺北市私立稻江高級護理家事職業學校

### 國民中學

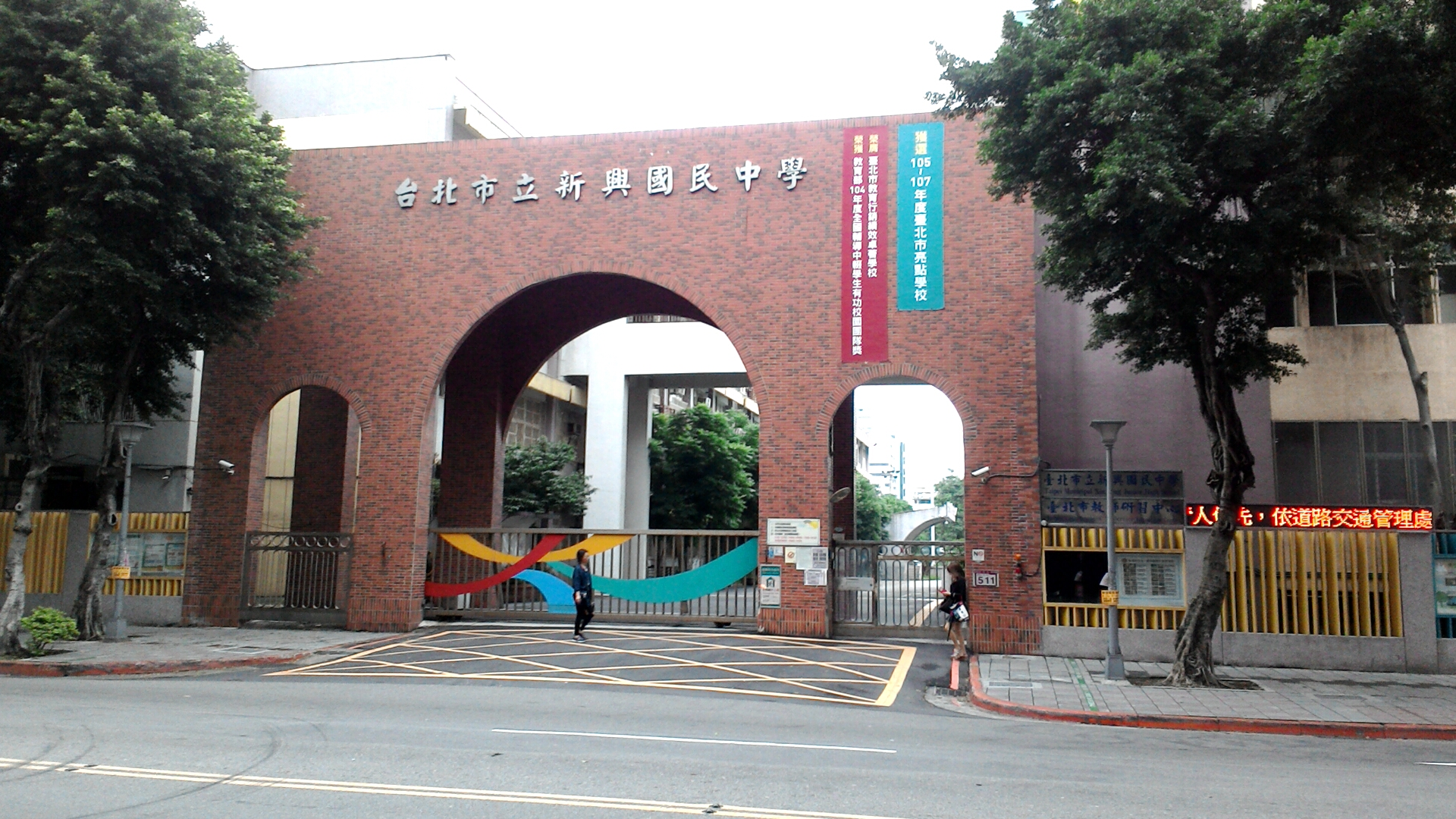
新興國中。

- 臺北市立北安國民中學
- 臺北市立長安國民中學
- 臺北市立濱江國民中學
- 臺北市立五常國民中學
- 臺北市立新興國民中學
- 臺北市立大直高級中學國中部
- 臺北市立大同高級中學國中部

### 國民小學

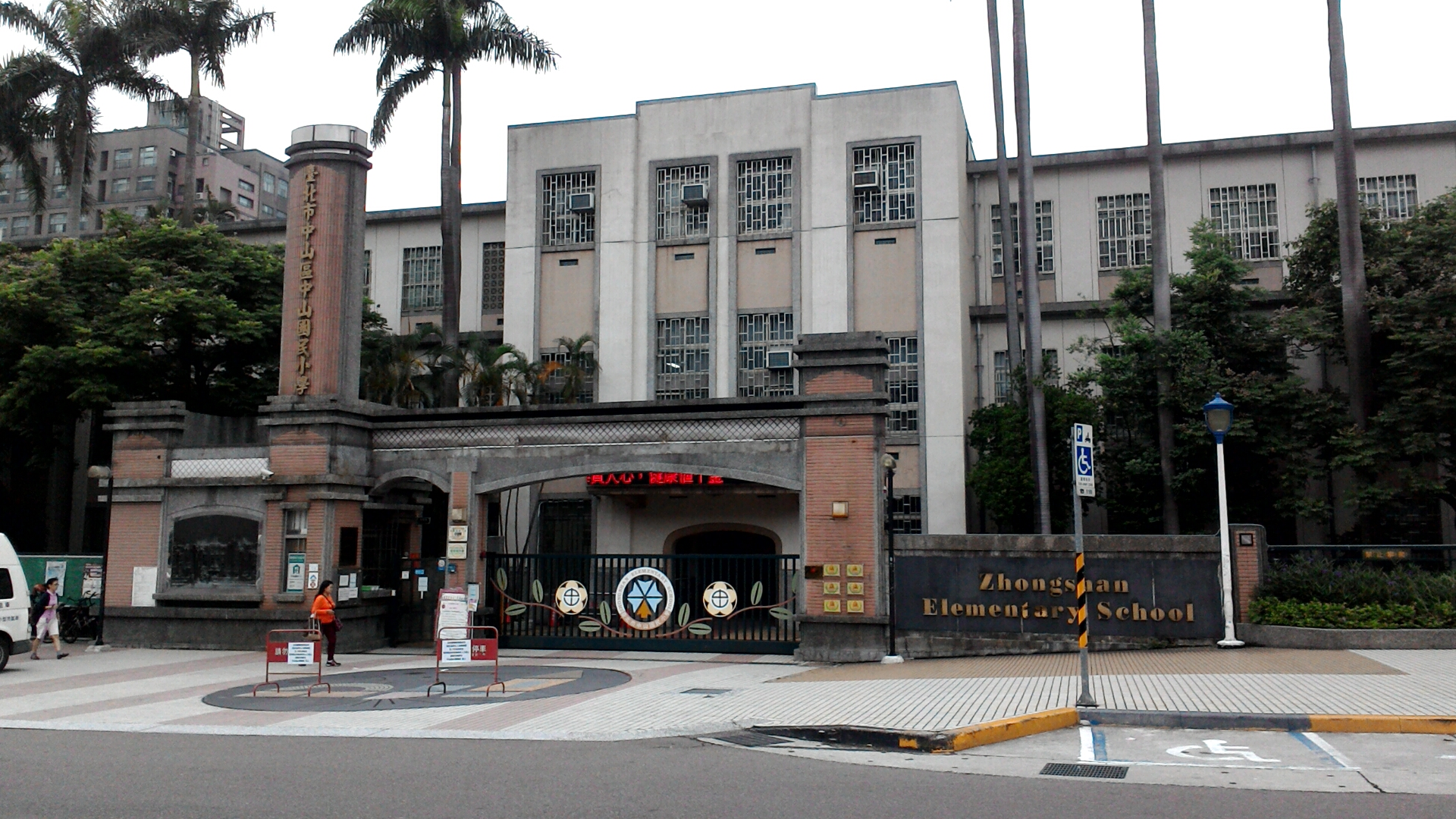
中山國小。

- 臺北市中山區中正國民小學 ，1908年成立，稱「朱厝崙公學校」。
- 臺北市中山區中山國民小學 [12]，1934年成立，稱「宮前公學校」。
- 臺北市中山區懷生國民小學 [13]，1947年成立，前身為「中央航空學校子弟學校」，1934年於中國杭州筧橋成立。
- 臺北市中山區大直國民小學 [14]，1948年成立，原名「中山國民學校大直分校」。
- 臺北市中山區長安國民小學 ，1948年成立，原名「建成國民學校」。
- 臺北市中山區大佳國民小學 [15]，1953年成立，原名「中正國民學校下埤分校」
- 臺北市中山區長春國民小學 [16]，1959年成立。
- 臺北市中山區五常國民小學 [17]，1965年5月成立，大佳國小分出。
- 臺北市中山區吉林國民小學 [18]，1965年8月成立。
- 臺北市中山區永安國民小學 [19]，2000年成立，位於大直重劃區。
- 臺北市中山區濱江國民小學 [20]，1949年成立，原屬松山，西松國小分出，稱「下塔悠國民學校」，後因基隆河截彎取直，於1992年拆除，2005年移至今地復校。

### 幼稚園
- 台北市立長春国民小学附属幼稚園
- 台北市立懷生国民小学附属幼稚園
- 台北市立永安国民小学附属幼稚園
- 台北市立大直国民小学附属幼稚園
- 台北市立長安国民小学附属幼稚園
- 台北市立吉林国民小学附属幼稚園
- 台北市立中正国民小学附属幼稚園
- 台北市立大佳国民小学附属幼稚園
- 台北市立中山国民小学附属幼稚園
- 濱江國小附幼
- 新自立幼稚園
- 正光幼稚園
- 新生幼稚園
- 松江幼稚園
- 長春幼稚園
- 志文幼稚園
- 育航幼稚園
- 聖光幼稚園
- 實踐大學附屬幼稚園
- 柏齡幼稚園
- 立興幼稚園
- 小甜甜幼稚園
- 五常幼稚園
- 牛頓幼稚園
- 道明幼稚園
- 愛比園幼稚園

### 圖書館
- 臺北市立圖書館中山分館[21]
- 臺北市立圖書館長安分館[22]
- 臺北市立圖書館大直分館(含大直書閣)[23]
- 臺北市立圖書館恆安民眾閱覽室[24]

## 醫療機構
- 臺北市立聯合醫院（林森院區）、（中山門診部）
- 馬偕醫院

## 體育場館
- 中山運動中心
- 中山足球場

## 殯葬設施
- 臺北市第一殯儀館（已停用拆除）
- 天主教大直公墓[25]

## 交通

### 捷運
台北捷運
- 文湖線：劍南路站 - 大直站 - （松山區） - 中山國中站 - 南京復興站
- 淡水信義線：圓山站 - 民權西路站 - 雙連站 - 中山站
- 松山新店線：南京復興站 - 松江南京站 - 中山站
- 中和新蘆線：民權西路站 - 中山國小站 - 行天宮站 - 松江南京站

### 國道
- 國道一號（中山高速公路）：23 圓山圓山交流道

### 省道
- 臺1甲：中山北路、民權西路
- 臺2甲：中山北路

### 主要道路
- 建國高架道路
- 新生高架道路
- 建國北路
- 新生北路
- 民生東路
- 松江路
- 南京東路
- 民權西路

### 未來

#### 捷運
台北捷運
- 環狀線（興建中）：下塔悠站 – 劍南路站
- 民生汐止線（規劃中）：雙連站 – 行天宮站 – 北大台北校區站

## 都市更新
- 14、15號公園反拆遷運動

臺北市14號公園為現今之林森公園、15號公園為現今之康樂公園，該地區原為台灣日治時代三橋町的三板橋日人公墓，並有第七任台灣總督明石元二郎的墳墓。國民政府遷台後，有許多隨著遷台的舟山島、海南島居民在此建立違章建築（非列管眷村）。1956年，台北市政府進行第一次「都市計畫通盤檢討」，依日治後期都市計畫，將康樂里（原三板橋）之地列入公園預定地。

## 購物廣場與商圈
- 中山站南西商圈
  - 中山地下街
  - 中山捷運徒步區
  - 新光三越台北南西店
  - 誠品生活南西店
- 松江南京商圈
- 晴光商圈
- 大直商圈
  - 美麗華百樂園
  - NOKE忠泰樂生活[26]
  - Chun Place春大直
  - MIDTOWN中城廣場
- 中崙商圈
  - 大潤發中崙店
- 四平陽光商圈
- 中山北愛幸福商圈（婚紗精品街）
- 中山北路晶華欣欣商圈
- 條通商圈
- 吉林路美食商圈
- 美麗華商圈
- 中山國中捷運站商圈
- 民族濱江汽車商圈
- 何嘉仁書店民權店 (2024年5月13日起內部整修暫停營業，預計2024年9月重新開放營業)
- 双連市集 (雙連菜市場)

### 已結束營業
- 美麗新廣場大直館
- ATT e Life[27]
- 家樂福大直店
- 六福客棧

## 飯店
- 圓山大飯店：位於臺北市中山區中山北路四段
- 臺北萬豪酒店
- 臺北美福大飯店
- 臺北大直英迪格酒店
- 維多麗亞酒店
- 台北國泰萬怡酒店
- 台北大倉久和大飯店
- 台北晶華酒店
- 台北老爺大酒店
- 長榮桂冠酒店(台北)
- JR東日本大飯店台北
- 亞都麗緻大飯店

## 美食
- 海霸王餐廳（中山店）：位於臺北市中山區中山北路三段

## 企業
- 台灣索尼股份有限公司(SONY Taiwan Limited)：為日本知名企業SONY公司在臺成立之分公司，台灣分公司總部位於臺北市中山區長春路。
- 中華航空股份有限公司(China Airlines, Limited)臺北營業所：位於臺北市中山區南京東路三段
- 長榮航空股份有限公司(EVA AIR)台北辦公室：位於臺北市中山區長安東路二段
- 味全食品工業股份有限公司(Wei Chuan Foods Corporation)：總部位於臺北市中山區松江路
- 台灣三洋電機股份有限公司：位於臺北市中山區松江路
- 日商台灣三菱鉛筆(Mitsubishi Pencil)公司：位於臺北市中山區松江路
- 潤泰企業集團：總部位於臺北市中山區八德路二段
- 三商企業：總部位於臺北市中山區建國北路二段
- 長榮海運：總部位於臺北市中山區民生東路二段
- 萬海航運：總部位於臺北市中山區松江路
- 美商亞培股份有限公司臺灣分公司：位於臺北市中山區民生東路三段
- 橙果設計股份有限公司：位於臺北市中山區伊通街
- 全家便利商店股份有限公司(Taiwan FamilyMart Co., Ltd.)：總部位於臺北市中山區中山北路二段61號
- 全聯實業股份有限公司(Chuan Lian Enterprise Co., Ltd.)：總部位於臺北市中山區大直敬業四路33號
- 臺北大眾捷運股份有限公司：總部位於臺北市中山區中山北路2段48巷7號
- 得利影視股份有限公司：總部位於台北市中山區民權西路53號10樓
- 中環股份有限公司：總部位於台北市中山區民權西路53號15樓
- 空中英語教室文摘雜誌社：1962年由彭蒙惠女士創辦的知名雜誌社，總部位於台北市中山區大直街62巷10號。

## 各國駐臺使館與代表機構
- 駐台北越南經濟文化辦事處：位於臺北市中山區松江路

## 旅遊

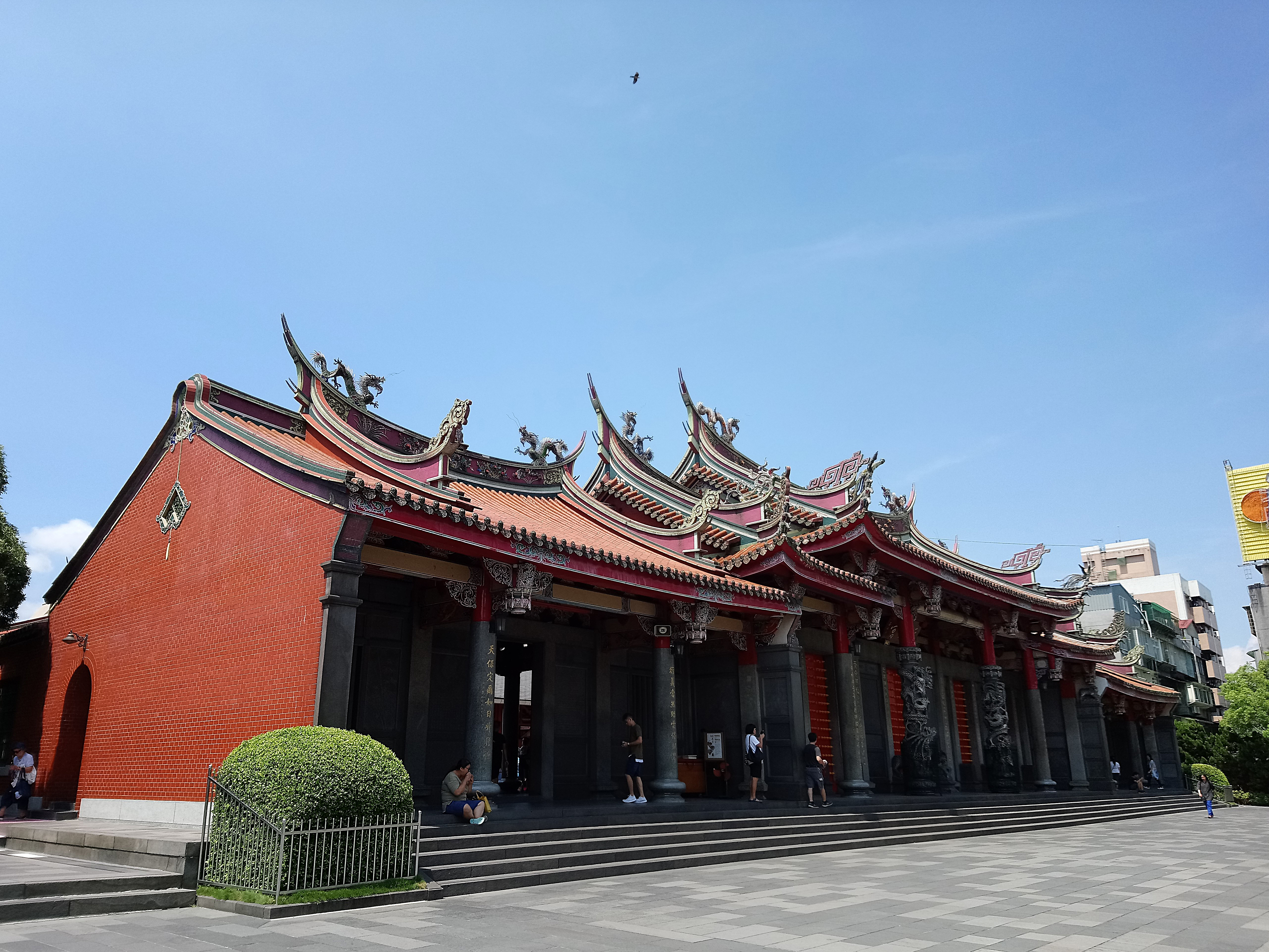
行天宮（臺北本宮）

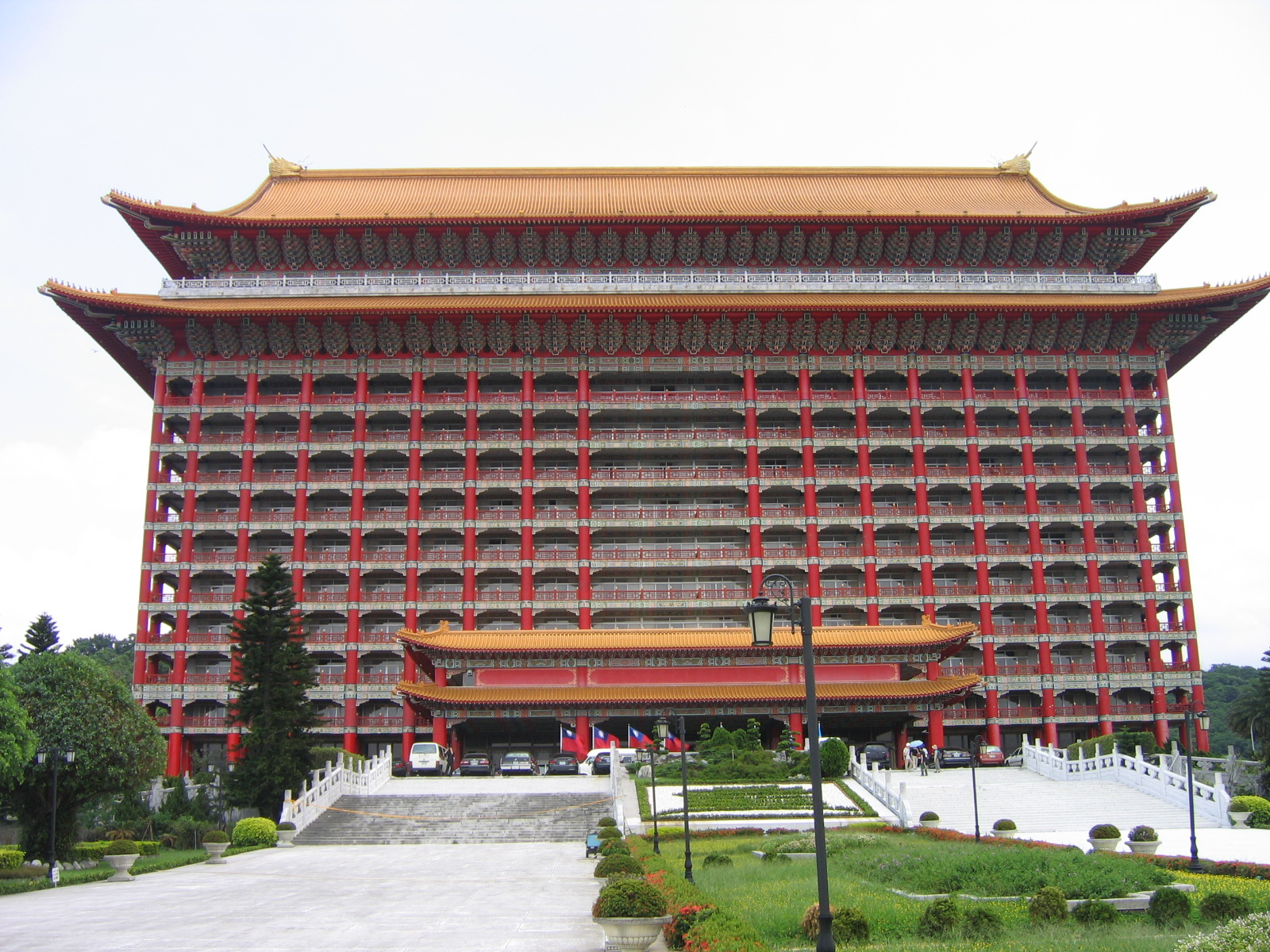
圓山大飯店

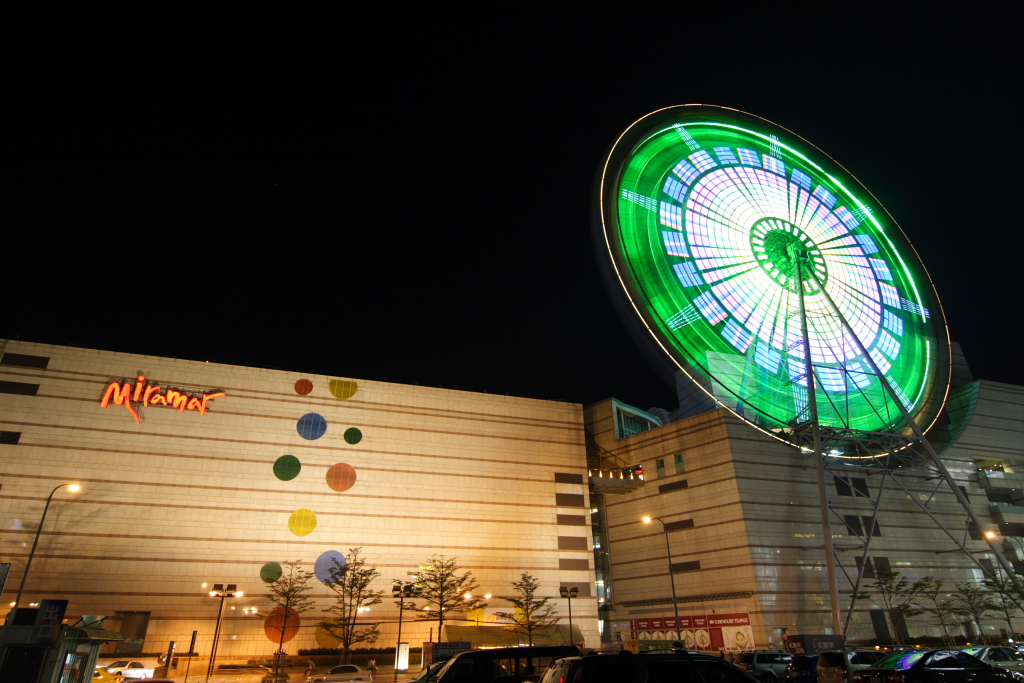
美麗華百樂園

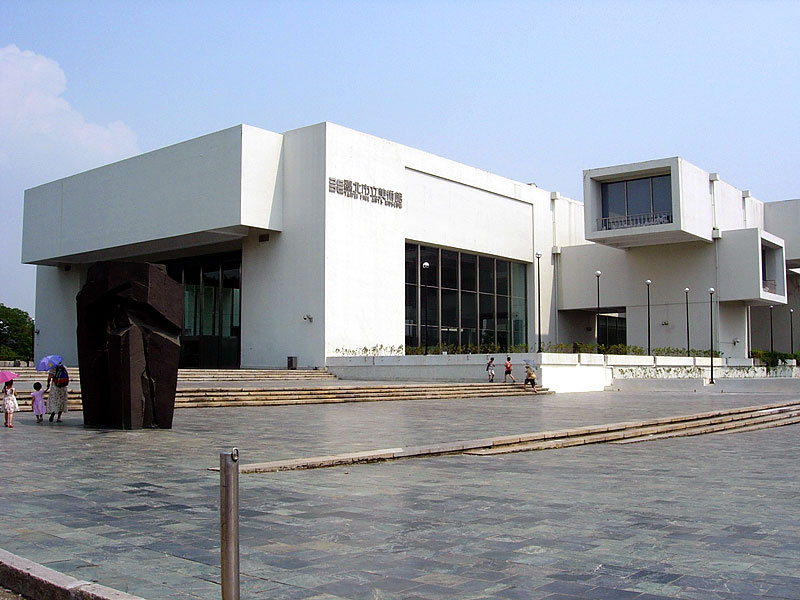
臺北市立美術館

### 名勝
- 圓山大飯店
- 行天宮（臺北本宮）
- 台北市文昌宮
- 臺北漁市
- 臺北故事館
- 臺北市立兒童育樂中心：2014年遷移至士林區。
- 美麗華百樂園
- 袖珍博物館
- 臺北花博公園
- 樹火紙博物館
- 大佳河濱公園
- 臺北市立美術館
- 美術公園
- 新生公園
- 榮星公園
- 遼寧公園
- 吉林路機車道公寓
- 大正町 (臺北市)九條通
- 歪腰郵筒：鄰近中華航空舊總部「華航大樓」旁，南京龍江路口的兩座紅色與綠色郵箱。
- 劍潭山親山步道-老地方觀機平台

### 古蹟
- 國定古蹟：
  - 圓山遺址：約公元前五百年。
- 直轄市定古蹟：
  - 臨濟護國禪寺：1900年始建，1912年舉行入佛式。
  - 蔡瑞月舞蹈研究社：1937年落成，失火毀損大半。
  - 圓山別莊（臺北故事館）：1914年建立。
  - 建國啤酒廠（高砂麥酒株式會社）：1920年落成。
  - 臺北第三女高（臺北市立中山女子高級中學）：1937年建立。
  - 臺北市政府衛生局舊址：1930年代建立。
  - 中山基督長老教會：1927年建立。
  - 前美國大使官邸（前美國駐臺北領事館，今臺北之家）：1926年建立，1997年公告。
  - 七海寓所 (蔣經國故居)，1950年建立，2006年公告。
- 歷史建築
  - 劍潭古寺：1773年創建，1937遷至現址。
  - 明石元二郎墓鳥居
  - 中山橋 (台北市)
  - 建國啤酒廠
  - 鐵路局機務段員工連棟宿舍
  - 林安泰古厝
  - 前央行總裁宿舍
  - 圓山坑道
  - 美援宿舍群

### 宗教場所
- 慧日講堂：位於朱崙街中興中學附近，於1960年建立。印順導師為慧日講堂的創始人，今仍為台灣佛教知名宣教場所。
- 劍潭古寺：原位在劍潭，因臺灣神宮擴建而遷移至大直。
- 牛埔景福宮：位於德惠街與林森北路口，是全臺北市最大間的土地公廟。
- 大直植福宮：位於成功里北安路608巷14弄1號，乃大直居民之生活精神信仰中心。
- 下塔悠福德爺宮：又名下塔悠金玉禪寺，是位於金泰里基隆河畔的土地公廟兼觀音寺，其供奉的觀世音菩薩聖像分靈自艋舺龍山寺。
- 劍潭福正宮：位於劍潭公園旁的土地公廟。
- 朱厝崙福聚宮：初建於1821年，是臺北歷史相當悠久的土地公廟。
- 中庄仔福德宮：1949年建立。
- 中庄仔雙境廟：主祀水尾公。
- 台北神德宮：主祀福德正神，1949年於中山區濱江街草創建廟。
- 台北新福宮：興建於1882年，舊名新丁公廟，主祀新丁公，後於1949年改建。
- 台北市文昌宮：位於中山區雙連民享公園內的文昌廟。
- 雙連永靜廟：興建於1932年，主祀孚佑帝君。
- 九府仙師普惠堂：興建於1919年。
- 九府仙師廟：興建於1883年。
- 大直明山寺福天宮：主祀玄天上帝、呂府千歲、觀世音菩薩的廟宇。
- 臺北基督徒南京東路禮拜堂：1953年建立。
- 臺灣基督長老教會雙連教會：1913年建立。
- 長春四面佛：位於六福客棧正後方巷弄內知名臺北四面佛寺

## 外部連結
- 臺北市中山區公所（繁體中文） （页面存档备份，存于）